# Microhyla fissipes
Microhyla fissipes е вид жаба от семейство Тесноусти жаби (Microhylidae). Видът не е застрашен от изчезване.

## Разпространение
Разпространен е във Виетнам, Индонезия, Камбоджа, Китай, Лаос, Макао, Малайзия, Мианмар, Провинции в КНР, Тайван, Тайланд и Хонконг.

## Описание
Популацията на вида е стабилна.